# 1. Würzburger Fußballverein 04 1977-1978
Questa voce raccoglie le informazioni riguardanti il 1. Würzburger Fußballverein 04 nelle competizioni ufficiali della stagione 1977-1978.

## Stagione
Nella stagione 1977-1978 il FV Würzburg 04, allenato da Rudolf Kröner, concluse il campionato di 2. Bundesliga al 11º posto. In Coppa di Germania il FV Würzburg 04 fu eliminato al secondo turno dal TuS Langerwehe.

## Rosa
| N. |                     | Ruolo | Calciatore            |
| -- | ------------------- | ----- | --------------------- |
|    | Germania (bandiera) | P     | Siegfried Scherzer    |
|    | Germania (bandiera) | P     | Hans-Georg Schur      |
|    | Germania (bandiera) | D     | Wolfgang Eckert       |
|    | Germania (bandiera) | D     | Helmut Eckstein       |
|    | Germania (bandiera) | D     | Bernd Göbel           |
|    | Germania (bandiera) | D     | Friedhelm Groppe      |
|    | Germania (bandiera) | C     | Jürgen Blank          |
|    | Germania (bandiera) | C     | Harald Borngräber     |
|    | Germania (bandiera) | C     | Horst Hayer           |
|    | Germania (bandiera) | C     | Ludwig Herold         |
|    | Germania (bandiera) | C     | Hans Otto Hiestermann |

| N. |                      | Ruolo | Calciatore        |
| -- | -------------------- | ----- | ----------------- |
|    | Danimarca (bandiera) | C     | Jens Johansen     |
|    | Germania (bandiera)  | C     | Heribert Müller   |
|    | Germania (bandiera)  | C     | Hermann Obenhuber |
|    | Germania (bandiera)  | C     | Ewald Schmid      |
|    | Germania (bandiera)  | C     | Erich Schmitt     |
|    | Germania (bandiera)  | A     | Erich Kielwein    |
|    | Germania (bandiera)  | A     | Helmut Siebert    |
|    | Germania (bandiera)  | A     | Klaus Sterz       |
|    | Germania (bandiera)  | A     | Walter Szaule     |
|    | Germania (bandiera)  | A     | Peter Thiel       |

## Organigramma societario
Area tecnica
- Allenatore: Rudolf Kröner
- Allenatore in seconda:
- Preparatore dei portieri:
- Preparatori atletici:

## Calciomercato

### Sessione estiva
| Acquisti | Acquisti    | Acquisti  | Acquisti |
| R.       | Nome        | da        | Modalità |
| -------- | ----------- | --------- | -------- |
| C        | Horst Hayer | Göttingen |          |

| Cessioni | Cessioni          | Cessioni         | Cessioni |
| R.       | Nome              | a                | Modalità |
| -------- | ----------------- | ---------------- | -------- |
| A        | Lothar Emmerich   | Kickers Würzburg |          |
| A        | Matthias Brücken  | Bayer Leverkusen |          |
| D        | Hans Schmidradner | LASK             |          |

### Sessione invernale
| Acquisti | Acquisti | Acquisti | Acquisti |
| R.       | Nome     | da       | Modalità |
| -------- | -------- | -------- | -------- |

| Cessioni | Cessioni | Cessioni | Cessioni |
| R.       | Nome     | a        | Modalità |
| -------- | -------- | -------- | -------- |

## Risultati

### 2. Bundesliga

#### Girone di andata
| Arbitro: | Tritschler |

|                                                   |           |  |
| Harm 19’, 40’, 64’ Böhni 28’ Vogel 69’ Nickel 84’ | Marcatori |  |

| Arbitro: | Röder |

|  |           |          |
|  | Marcatori | 79’ Eder |

| Arbitro: | Luca |

|                                    |           |  |
| Günther 51’ (rig.), 54’ Krauth 70’ | Marcatori |  |

| Arbitro: | Möckel |

|                           |           |  |
| Sterz 21’ Hiestermann 64’ | Marcatori |  |

| Arbitro: | Ulm |

|                                                     |           |  |
| Paulus 10’ (aut.) Müller 15’ Emmerich 17’ Sterz 63’ | Marcatori |  |

| Arbitro: | Föckler |

|          |           |                         |
| Zele 56’ | Marcatori | 85’ Kielwein 88’ Herold |

| Arbitro: | Boos |

|                                                   |           |  |
| Hiestermann 35’ Herold 74’ Hayer 75’ Kielwein 85’ | Marcatori |  |

| Arbitro: | Wohlfarth |

|                                      |           |                |
| Weist 22’ Müller 58’ (rig.) Kühn 82’ | Marcatori | 31’ Borngräber |

| Arbitro: | Therre |

|                      |           |  |
| Hayer 89’ Schmid 90’ | Marcatori |  |

| Arbitro: | Walz |

|                        |           |             |
| Brand 30’ Sommerer 75’ | Marcatori | 7’ Kielwein |

| Würzburg 9 ottobre 1977 11ª giornata | FV Würzburg 04 | 0 – 0 referto | VfR Bürstadt | Stadion am Dallenberg (4 000 spett.)\| Arbitro: \| Biwersi \| |
| Arbitro:                             | Biwersi        |               |              |                                                               |

| Arbitro: | Quindeau |

|                                        |           |  |
| Schäfer 4’ Unger 55’ Groppe 73’ (aut.) | Marcatori |  |

| Arbitro: | Ferro |

|                |           |                      |
| Sterz 29’, 89’ | Marcatori | 20’ Bente 57’ Bruder |

| Arbitro: | Walz |

|                                   |           |                             |
| Wardanjan 16’ Emmerich 72’ (rig.) | Marcatori | 36’ Sterz 53’ (rig.) Groppe |

| Würzburg 13 novembre 1977 15ª giornata | FV Würzburg 04 | 0 – 0 referto | Darmstadt | Stadion am Dallenberg (3 500 spett.)\| Arbitro: \| Binninger \| |
| Arbitro:                               | Binninger      |               |           |                                                                 |

| Arbitro: | Klauser |

|             |           |                 |
| Beichle 69’ | Marcatori | 27’ Hiestermann |

| Arbitro: | Dilg |

|           |           |            |
| Sterz 30’ | Marcatori | 32’ Erhart |

| Arbitro: | Dahler |

|                  |           |  |
| Oleknavicius 67’ | Marcatori |  |

| Arbitro: | Filla |

|                                   |           |                      |
| Obenhuber 25’ Hayer 66’ Sterz 89’ | Marcatori | 42’ Raubold 72’ Dier |

#### Girone di ritorno
| Arbitro: | Linn |

|                  |           |            |
| Sterz 19’ (rig.) | Marcatori | 56’ Sebert |

| Arbitro: | Schmidhuber |

|                                |           |           |
| Eder 13’ Susser 30’ Schöll 71’ | Marcatori | 31’ Sterz |

| Arbitro: | Brückner |

|                        |           |  |
| Müller 44’ Schmitt 88’ | Marcatori |  |

| Hof (Baviera) 25 marzo 1978 23ª giornata | Bayern Hof | 0 – 0 referto | FV Würzburg 04 | Stadion Grüne Au (2 500 spett.)\| Arbitro: \| Nützel \| |
| Arbitro:                                 | Nützel     |               |                |                                                         |

| Arbitro: | Tritschler |

|                               |           |  |
| Seiler 19’, 90’ Bitz 66’, 67’ | Marcatori |  |

| Arbitro: | Regneri |

|                             |           |                          |
| Groppe 24’ (rig.) Göbel 57’ | Marcatori | 71’ Killmaier 75’ Weiler |

| Arbitro: | Karr |

|  |           |              |
|  | Marcatori | 77’ Kielwein |

| Arbitro: | Engel |

|             |           |          |
| Schmitt 70’ | Marcatori | 66’ Kühn |

| Arbitro: | Hellwig |

|                 |           |                   |
| Leiendecker 18’ | Marcatori | 81’ (rig.) Groppe |

| Arbitro: | Wilhelmi |

|                               |           |  |
| Johansen 16’ (rig.) Thiel 71’ | Marcatori |  |

| Arbitro: | Binninger |

|  |           |                                           |
|  | Marcatori | 40’ (rig.) Johansen 45’ Schmitt 80’ Hayer |

| Arbitro: | Wohlfarth |

|                     |           |                          |
| Bergmann 52’ (aut.) | Marcatori | 12’ Schäfer 79’ Bergmann |

| Arbitro: | Dahler |

|                  |           |  |
| Mießmer 43’, 78’ | Marcatori |  |

| Arbitro: | Michel |

|                                            |           |  |
| Thiel 1’ Schmitt 13’, 77’ Sterz 21’ (rig.) | Marcatori |  |

| Arbitro: | Messmer |

|                           |           |  |
| Bechtold 7’ Lindemann 86’ | Marcatori |  |

| Arbitro: | Boos |

|                     |           |                              |
| Sterz 24’, 42’, 67’ | Marcatori | 19’ Tripbacher 74’ Michallik |

| Arbitro: | Kalenborn |

|                                       |           |                       |
| Schwickert 10’, 36’ (rig.) Gruler 53’ | Marcatori | 50’, 76’ (rig.) Sterz |

| Arbitro: | Correll |

|           |           |              |
| Göbel 77’ | Marcatori | 6’ Grawunder |

| Arbitro: | Hellwig |

|             |           |                       |
| Raubold 45’ | Marcatori | 28’ Hayer 90’ Schmitt |

### Coppa di Germania
| Arbitro: | Dölfel |

|            |           |  |
| Müller 57’ | Marcatori |  |

| Arbitro: | Gathmann |

|           |           |  |
| Pütz 118’ | Marcatori |  |

## Statistiche

### Statistiche di squadra
| Competizione      | Punti | In casa | In casa | In casa | In casa | In casa | In casa | In trasferta | In trasferta | In trasferta | In trasferta | In trasferta | In trasferta | Totale | Totale | Totale | Totale | Totale | Totale | DR |
| Competizione      | Punti | G       | V       | N       | P       | Gf      | Gs      | G            | V            | N            | P            | Gf           | Gs           | G      | V      | N      | P      | Gf     | Gs     | DR |
| ----------------- | ----- | ------- | ------- | ------- | ------- | ------- | ------- | ------------ | ------------ | ------------ | ------------ | ------------ | ------------ | ------ | ------ | ------ | ------ | ------ | ------ | -- |
| 2. Bundesliga     | 38    | 19      | 9       | 8       | 2       | 35      | 15      | 19           | 4            | 4            | 11           | 17           | 38           | 38     | 13     | 12     | 13     | 52     | 53     | -1 |
| Coppa di Germania | -     | 1       | 1       | 0       | 0       | 1       | 0       | 1            | 0            | 0            | 1            | 0            | 1            | 2      | 1      | 0      | 1      | 1      | 1      | 0  |
| Totale            | 38    | 20      | 10      | 8       | 2       | 36      | 15      | 20           | 4            | 4            | 12           | 17           | 39           | 40     | 14     | 12     | 14     | 53     | 54     | -1 |

### Andamento in campionato
| Giornata  | 1  | 2  | 3  | 4  | 5  | 6  | 7 | 8  | 9  | 10 | 11 | 12 | 13 | 14 | 15 | 16 | 17 | 18 | 19 | 20 | 21 | 22 | 23 | 24 | 25 | 26 | 27 | 28 | 29 | 30 | 31 | 32 | 33 | 34 | 35 | 36 | 37 | 38 |
| --------- | -- | -- | -- | -- | -- | -- | - | -- | -- | -- | -- | -- | -- | -- | -- | -- | -- | -- | -- | -- | -- | -- | -- | -- | -- | -- | -- | -- | -- | -- | -- | -- | -- | -- | -- | -- | -- | -- |
| Luogo     | T  | C  | T  | C  | C  | T  | C | T  | C  | T  | C  | T  | C  | T  | C  | T  | C  | T  | C  | C  | T  | C  | T  | T  | C  | T  | C  | T  | C  | T  | C  | T  | C  | T  | C  | T  | C  | T  |
| Risultato | P  | P  | P  | V  | V  | V  | V | P  | V  | P  | N  | P  | N  | N  | N  | N  | N  | P  | V  | N  | P  | V  | N  | P  | N  | V  | N  | N  | V  | V  | P  | P  | V  | P  | V  | P  | N  | V  |
| Posizione | 20 | 20 | 20 | 17 | 13 | 12 | 9 | 13 | 10 | 11 | 12 | 13 | 12 | 13 | 12 | 12 | 11 | 12 | 11 | 11 | 12 | 11 | 12 | 12 | 13 | 12 | 12 | 12 | 11 | 11 | 12 | 12 | 11 | 11 | 11 | 11 | 11 | 11 |

Legenda:

Luogo: C = Casa; T = Trasferta. Risultato: V = Vittoria; N = Pareggio; P = Sconfitta.

### Statistiche dei giocatori
| Giocatore      | 2. Bundesliga | 2. Bundesliga | 2. Bundesliga | 2. Bundesliga | Coppa di Germania | Coppa di Germania | Coppa di Germania | Coppa di Germania | Totale   | Totale | Totale      | Totale     |
| Giocatore      | Presenze      | Reti          | Ammonizioni   | Espulsioni    | Presenze          | Reti              | Ammonizioni       | Espulsioni        | Presenze | Reti   | Ammonizioni | Espulsioni |
| -------------- | ------------- | ------------- | ------------- | ------------- | ----------------- | ----------------- | ----------------- | ----------------- | -------- | ------ | ----------- | ---------- |
| J. Blank       | 2             | 0             | 0             | 0             | 0                 | 0                 | 0                 | 0                 | 2        | 0      | 0           | 0          |
| H. Borngräber  | 30            | 1             | 3             | 0             | 0                 | 0                 | 0                 | 0                 | 30       | 1      | 3           | 0          |
| W. Eckert      | 1             | 0             | 0             | 0             | 0                 | 0                 | 0                 | 0                 | 1        | 0      | 0           | 0          |
| H. Eckstein    | 30            | 0             | 2             | 0             | 2                 | 0                 | 0                 | 0                 | 32       | 0      | 2           | 0          |
| L. Emmerich    | 5             | 1             | 1             | 0             | 2                 | 0                 | 0                 | 0                 | 7        | 1      | 1           | 0          |
| F. Groppe      | 28            | 3             | 2             | 0             | 1                 | 0                 | 0                 | 0                 | 29       | 3      | 2           | 0          |
| B. Göbel       | 33            | 2             | 3             | 0             | 2                 | 0                 | 1                 | 0                 | 35       | 2      | 4           | 0          |
| H. Hayer       | 38            | 5             | 6             | 0             | 2                 | 0                 | 0                 | 0                 | 40       | 5      | 6           | 0          |
| L. Herold      | 14            | 2             | 1             | 0             | 1                 | 0                 | 0                 | 0                 | 15       | 2      | 1           | 0          |
| H. Hiestermann | 31            | 3             | 2             | 0             | 1                 | 0                 | 0                 | 0                 | 32       | 3      | 2           | 0          |
| J. Johansen    | 29            | 2             | 2             | 0             | 2                 | 0                 | 0                 | 0                 | 31       | 2      | 2           | 0          |
| E. Kielwein    | 23            | 4             | 1             | 0             | 2                 | 0                 | 0                 | 0                 | 25       | 4      | 1           | 0          |
| H. Müller      | 31            | 2             | 4             | 0             | 2                 | 1                 | 0                 | 0                 | 33       | 3      | 4           | 0          |
| H. Obenhuber   | 9             | 1             | 1             | 0             | 0                 | 0                 | 0                 | 0                 | 9        | 1      | 1           | 0          |
| S. Scherzer    | 38            | 0             | 0             | 0             | 2                 | 0                 | 0                 | 0                 | 40       | 0      | 0           | 0          |
| E. Schmid      | 29            | 1             | 6             | 0             | 2                 | 0                 | 0                 | 0                 | 31       | 1      | 6           | 0          |
| E. Schmitt     | 20            | 6             | 1             | 0             | 0                 | 0                 | 0                 | 0                 | 20       | 6      | 1           | 0          |
| H. Schur       | 0             | 0             | 0             | 0             | 0                 | 0                 | 0                 | 0                 | 0        | 0      | 0           | 0          |
| H. Siebert     | 1             | 0             | 0             | 0             | 0                 | 0                 | 0                 | 0                 | 1        | 0      | 0           | 0          |
| K. Sterz       | 37            | 15            | 8             | 0             | 1                 | 0                 | 0                 | 0                 | 38       | 15     | 8           | 0          |
| W. Szaule      | 34            | 0             | 3             | 0             | 1                 | 0                 | 0                 | 0                 | 35       | 0      | 3           | 0          |
| P. Thiel       | 19            | 2             | 1             | 0             | 2                 | 0                 | 1                 | 0                 | 21       | 2      | 2           | 0          |